# Dmytro Pronevych
Dmytro Pronevych sinh năm 1984, là một cầu thủ bóng đá Ukraina.